# Stourbridge
Stourbridge (IPA /ˈstaʊərbrɪdʒ/) è una località del Regno Unito nella contea inglese del West Midlands, già municipio fino al 1974.
Si trova circa 20 km a ovest di Birmingham.
Situata lungo il fiume Stour, fu il centro dell'industria vetraria inglese durante la Rivoluzione industriale. Fa parte dell'area metropolitana di Dudley, sul bordo della Black Country. Comprende i sobborghi di Amblecote, Lye, Norton, Oldswinford, Pedmore, Wollaston, Wollescote e Wordsley.
È una cittadina per lo più residenziale, con molte aree verdi urbane. Circondata da aperta campagna, è nelle vicinanze delle Clent Hills e del confine con la contea dello Shropshire.